# St. Gallen Symposium
Le Symposium de Saint-Gall, précédemment appelé Internationales Management Symposium jusqu’en 2000 puis ISC-Symposium jusqu’en 2005, est une conférence annuelle qui a lieu depuis 1970 sur le campus de l’Université de Saint-Gall (HSG), en Suisse. Le Symposium de Saint-Gall offre une plateforme pour le dialogue interculturel, interdisciplinaire et intergénérationnel entre les dirigeants d’aujourd’hui et ceux de demain. Le but est de contribuer au maintien et au développement d’un système économique et un ordre social libre.
Le Symposium de Saint-Gall est né en réponse au mouvement de contestations estudiantines de la fin des années 1960 avec la volonté d’ouvrir un débat constructif entre les générations. C’est dans cette optique que l’« International Students' Committee » (ISC), une initiative estudiantine de l’Université de Saint-Gall réunit chaque année une trentaine d’étudiants qui travaillent bénévolement à l’organisation de cette conférence. Le Symposium de Saint-Gall permet la rencontre de 200 étudiants et de 600 éminentes personnalités économiques, politiques, académiques et de la société civile telles que Josef Ackermann, Robert Dudley, Mohammad Khatami, Christine Lagarde, Giórgos Papandréou ou encore Ratan Tata. Le Symposium compte donc parmi les plus grandes réunions d’étudiants du monde,.

## Objectif
Le Symposium de Saint-Gall, plateforme de dialogue par excellence, permet une discussion constructive sur les thèmes actuels de l’économie, la politique, la science et la société. La manifestation offre une attention toute particulière au dialogue entre les générations, d’égal à égal, dans le respect et la confiance mutuelle. Pour y parvenir, les étudiants, triés sur le volet, et les cadres supérieurs du monde entier sont rassemblés en petits groupe dans un cadre informel.
La thématique est nouvellement définie chaque année et se réfère aux événements actuels du monde. L’orientation purement économique des premières années a peu à peu été élargie à une approche plus globale que l’on retrouve dans les thèmes précédents comme «The Revival of Political and Economic Boudaries» en 2009, «Just Power» en 2011, «Facing risk» en 2012 ou «Rewarding Courage» pour la 43e édition en 2013.

## Histoire

### Naissance du Symposium
Ce sont cinq étudiants de l’Université de Saint-Gall, Clemens Ernst Brenninkmeyer, Franz Karl Kriegler, Urs Schneider, Wolfgang Schürer et Terje I. Wølner-Hanssen, qui ont fondé en février 1970 l’ «International Students’ Committee», qui organise le Symposium de Saint-Gall, comme alternative aux contestations estudiantines des mouvements du 68e. Les cinq fondateurs venaient de cinq pays différents – Allemagne, Norvège, Pays-Bas, Autriche et Suisse – ce pourquoi le nom de l’ «International Students’ Committee» leur tenait particulièrement à cœur. Les 30 juin et 1er juillet 1970, à l’Université de Saint-Gall, le premier Symposium, intitulé «Internationales Management Gespräch» accueillait une centaine d’étudiants et de cadres dirigeants.

### Premières années
Lors du troisième Symposium, le Club de Rome, présentait le résultat de son étude Halte à la croissance ? - Rapport sur les limites de la croissance» («Limits of Growth» en anglais) qui soulignait la pénurie mondiale de ressources pétrolières. Les baisses conjoncturelles mondiales causées par la crise pétrolière ainsi que des difficultés à assurer la continuité de l’équipe étudiante n’ont pas permis la tenue d’un Symposium en 1974. Tirant les leçons de cette crise, il a été décidé d’une part de créer une fondation qui assurerait la continuité du travail de l’ISC, la Fondation de Saint-Gall pour les Études Internationales, et d’autre part de constituer un Cercle de Soutien dont les membres s’engageraient à soutenir l’ISC conceptuellement et financièrement. En 1977, une discussion a eu lieu au Symposium entre Heinz Oskar Vetter, président des syndicats allemands et Hanns Martin Schleyer, président de l’association patronale allemande, peu avant que ce dernier ne soit enlevé et assassiné par la «Fraction armée rouge» («Rote Armee Fraktion» en allemand).

### Les années 1980
En 1986, en partenariat avec Hewlett-Packard Suisse, un premier concept informatique a été établi, qui a notamment permis à l’ISC d’être l’une des premières institutions suisses à avoir son propre serveur. Une autre avancée majeure a été l’introduction en 1989 du Prix St. Gallen Wings of Excellence Award, qui compte aujourd’hui parmi les plus grandes compétitions étudiantes au monde. Pour participer au Symposium de Saint-Gall, les étudiantes doivent se qualifier à ce concours de dissertation. Les meilleurs auteurs reçoivent, en plus du droit de participer, une récompense monétaire ainsi qu’une occasion de présenter leur travail (voir ci-dessous).

### Nouvelle orientation depuis 1995
Depuis le milieu des années 1990, l’ISC essaye d’accroître la dimension internationale du Symposium de Saint-Gall et d’augmenter continuellement la qualité du dialogue. Dans le cadre de cette nouvelle orientation, un nouveau logo a été créé et le nom du Symposium International de Management a été changé en ISC-Symposium. C’est également à cette époque que l’ISC soutient le financement de la construction du Centre de Formation Continue (Weiterbildungszentrum, WBZ) de l’Université de Saint-Gall.
Pour le Symposium de Saint-Gall, entre l’explosion de la bulle internet, les attentats du 11 septembre 2001 et la faillite de Swissair, à l’époque un des plus gros bienfaiteurs, le passage à l’an 2000 a été une réelle épreuve à surmonter.
En 2002, le Conseil Fédéral mandate l’ISC pour organiser la Conférence sur le Fédéralisme sur le même modèle que l’ISC-Symposium.
Le nom actuel de Symposium de Saint-Gall a été donné en 2005. L’année suivante, l’ancien Secrétaire Général des Nations unies Kofi Annan recevait le dernier Prix de la Liberté de la Fondation Max Schmidheiny.
Entre 2008 et 2010, le Symposium s’est tenu, à cause d’importantes transformations sur le campus de l’Université de Saint-Gall, dans une ville-tente et ce malgré les invitations de la part d’autres universités, comme l’École polytechnique fédérale de Zurich (EPFZ),.
À l’occasion du 40e Symposium de Saint-Gall et pour renforcer le dialogue intergénérationnel, la conception a été complètement retravaillée. La durée a été réduite de trois jours et demi à deux jours, le groupe des intervenants a été complété par les Topic Leaders, responsables de la modération des différentes sessions, et la sélection des participants étudiants a été étendue par la création d’un Knowledge Pool. Ce dernier est composé de personnes qui sont invitées de manières ciblées par l’ISC afin d’offrir un contre-poids à l’académisme du St. Gallen Wings of Excellence Award. Une autre nouveauté est l’insertion du Global Perspective Barometer qui est un sondage annuel réalisé en partenariat avec le Crédit suisse auprès d’anciens et de nouveaux participants étudiants sur des questions actuelles de société.

## Déroulement du Symposium et Formats d’Organisation
Le Symposium de Saint-Gall a traditionnellement lieu en mai pendant deux jours. Avant le début officiel ont lieu un dîner de gala pour les bienfaiteurs ainsi qu’une pré-conférence pour les étudiants. La manifestation commence alors le jeudi et prend fin le vendredi. Le programme se décline en sessions en plénière (Plenary Sessions) ainsi qu’en ateliers en petits groupes (Work Session), ce qui donne au Symposium son atmosphère détendue:
- Les Plenary Sessions sont destinées à introduire les participants à la thématique et de soulever des controverses qui pourront être approfondies dans les Work Sessions. Les Plenary Sessions se déclinent en trois formats: le premier et One-on-One qui affronte deux personnes à l’image de l’émission HARDtalk de la BBC; le deuxième est le Keynote Panel qui réunit une table ronde et le Keynote Address où une personnalité fait un exposé.
- La quarantaine de Work Sessions ont lieu en cercle restreint avec une trentaine de participants et approfondissent les Plenary Sessions dans une atmosphère plus personnalisée. Les intervenants donnent des impulsions spécifiques, mais les sessions ont pour but de prendre la forme de discussions modérées par les Topics Leaders. La Règle de Chatham House permet d’assurer une discussion ouverte.
- Les Background Sessions familiarisent les participants avec des théories générales qui ne réfèrent qu’en second plan au thème du Symposium.
- Les Social Sessions offrent la possibilité de continuer le dialogue dans une ambiance informelle, par exemple pendant les Lunches ou les Dinner Nights.

Les sessions ne sont pas ouvertes au public. Seul un petit nombre – deux Backgrounds Sessions – le sont. En outre, les Plenary Sessions sont retransmises par vidéo dans l’auditoire Audimax de l’Université de Saint-Gall et ouvertes aux intéressés. Finalement, une centaine de journalistes se chargent de relater les événements, par des reportages (la Télévision Suisse et du CNBC), ainsi que des séries d’interviews contenues dans le Spiegel.

## Participants
| #  | Thème                                        | Orateurs prééminents |
| -- | -------------------------------------------- | --- |
| 35 | Liberty, Trust and Responsibility            | Philipp Hildebrand, André Kudelski, Moritz Leuenberger, Bernd Pischetsrieder, Jaap de Hoop Scheffer                                                                    |
| 36 | Inspiring Europe                             | Christoph Blocher, Daniel Borel, Danuta Hübner, Christine Lagarde, Erkki Liikanen, Sergio Marchionne                                                                   |
| 37 | The Power of Natural Resources               | Gary Becker, Annemarie Huber-Hotz, Mohammad Khatami, Thomas Leysen |
| 38 | Global Capitalism - Local Values             | Pascal Couchepin, Heinz Fischer, Jeannot Krecké, Luca Majocchi, Michel Pébereau, Ernest-Antoine Seillière, Dieter Zetsche                                              |
| 39 | Revival of Political and Economic Boundaries | Paul Achleitner, Robert Aumann, Brady Dougan, John Elkann, Toomas Hendrik Ilves, Hans-Rudolf Merz, Tharman Shanmugaratnam, Boris Tadić                                 |
| 40 | Entrepreneurs - Agents of Change             | Josef Ackermann, Niall Ferguson, Anthony Giddens, Doris Leuthard, Robert Peugeot, Kaspar Villiger                                                                      |
| 41 | Just Power                                   | Thomas Borer, Steven Erlanger, Johan Galtung, Oswald Grübel, Yoshimasa Hayashi, Ayaan Hirsi Ali, Jorma Ollila, Eveline Widmer-Schlumpf                                 |
| 42 | Facing Risk                                  | Yukiya Amano, Ulrich Beck, Joachim Bitterlich, Sepp Blatter, Ivan Glasenberg, Kumi Naidoo, Geórgios Papandréou, Peter Sloterdijk, Peer Steinbrück, Jean-Claude Trichet |
| 43 | Rewarding Courage                            | Ali Babacan, Sergio Ermotti, Laurence D. Fink, Douglas Flint, Luc Frieden, Christine Lagarde, Peter Maurer, Thomas Pogge                                               |
| 44 | The Clash of Generations                     | Didier Burkhalter, Aubrey de Grey, Niall Ferguson, Ivan Glasenberg, Lazar Krstić, Raghuram Rajan, Tony Tan Keng Yam, Robert Zoellick                                   |
| 45 | Proudly Small                                | Daron Acemoğlu, Georges Nicolas Hayek, Connie Hedegaard, Thomas Jordan, Sigmundur Davíð Gunnlaugsson, Paul Kagame, Anders Fogh Rasmussen                               |

Le Symposium de Saint-Gall accueille deux types distincts de participants: les Leaders of Today et les Leaders of Tomorrow. Ils sont traités de la même manière mais sont sélectionnés différemment,.
Les 600 Leaders of Today invités sont des dirigeants et des hauts cadres du monde économique, politique, académique et civil. On distingue les bienfaiteurs des participants réguliers, les intervenants des Topics Leaders, sans oublier les invités d’honneur. Le rôle des intervenants est, par leurs exposés, de stimuler la discussion dans laquelle les autres participants peuvent apporter leur expérience. Les Topics Leaders sont principalement responsables de la modération.
Les Leaders of Tomorrow sont 200 étudiants de moins de 30 ans spécialement sélectionnés et invités au Symposium de Saint-Gall tous frais compris. La sélection est faite à travers le St. Gallen Wings of Excellence Award ou à travers le Knowledge Pool. Ce dernier regroupe des jeunes participants spécialement choisis par l’ISC selon des critères stricts comme une certaine connaissance de la thématique ou encore des performances particulières dans les domaines de l’économie, la politique ou de la société civile. Le processus de sélection est accompagné par le Knowledge Pool Advisory Board, un comité d’experts composé de Stephan Chambers, Victor Chu, Hans-Ulrich Doering, Rekha Sethi et de Dieter Thomä. Le Symposium de Saint-Gall ouvre aux Leaders of Tomorrow un espace qui encourage une discussion sur pied d’égalité avec des dirigeants actuels en les challengeant afin de favoriser d’autres manières de penser et de possibles solutions.

## Prix décernés
Le St. Gallen Wings of Excellence Award, qui est un concours de dissertation, est remis chaque année lors du Symposium de Saint-Gall. Entre 1979 et 2003, le Symposium de Saint-Gall a aussi accueilli la remise du Prix de la Liberté de la Fondation Max Schmidheiny.

### St. Gallen Wings of Excellence Award
Le St. Gallen Wings of Excellence Award est un concours de dissertation exclusivement destiné à des étudiants en Master ou à des doctorants et est doté de 20 000 euros. Les auteurs des 100 meilleurs travaux sont invités à participer au Symposium de Saint-Gall. Avec plus de 1000 contributions venues de 60 pays, le St. Gallen Wings of Excellence Award compte parmi les plus grands concours étudiants du monde,.
Les travaux sont évalués par un jury préliminaire ainsi que par un jury principal. Le premier est composé des doctorants de l’Université de Saint-Gall et de l’École Polytechnique Fédérale de Zurich alors que le deuxième regroupe des professeurs ainsi que des personnalités publiques spécialement qualifiées. Le président du jury préliminaire est Günter Müller-Stewens et le président du jury principal est Georg von Krogh. Parmi les autres membres du jury principal figurent notamment Christoph Bitzer, Peter Day et Odd Gisholt.
Le St. Gallen Wings of Excellence Award a été introduit en 1989 et rajusté plusieurs fois par le passé. La restriction de la participation aux étudiants de Master et aux doctorants et la réduction des invitations de 200 à 100 en 2009 comptent parmi les ajustements majeurs. Les 100 autres étudiants sont depuis recrutés à travers le Knowledge Pool par l’ISC.

### Prix de la Liberté de la Fondation Max Schmidheiny
La Fondation Max Schmiedheiny décerne au Symposium de Saint-Gall depuis 1979 son Prix de la Liberté à des personnalités telles que Kofi Annan, Nicolas Hayek, la Croix Rouge Internationale, Jorma Ollila et Muhammad Yunus. En 2003, la Fondation Max Schmidheiny a décidé la cessation du Prix de la Liberté afin de se concentrer sur d’autres activités.

## Organisation

### International Students' Committee (ISC)
L’International Students' Committe (ISC) est une organisation indépendante à but non lucratif, fondée en 1970 et accréditée juridiquement comme association étudiante de l’Université de Saint-Gall, et est l’organisateur du Symposium de Saint-Gall. L’ISC est composé d’une trentaine d’étudiants de l’Université de Saint-Gall qui mettent en pause leurs études pendant une année afin d’organiser bénévolement le Symposium de Saint-Gall. Deux ou trois d’entre eux répètent l’exercice pour la deuxième année consécutive et se chargent l’organisation et de la coordination de la nouvelle équipe. La toute première équipe n’était composée que des cinq fondateurs ; les équipes se sont étoffées année après année pour atteindre la taille actuelle d’une trentaine d’étudiants.  Pour la durée du Symposium, l’ISC est soutenu par 300 volontaires de l’Université de Saint-Gall qui sont répartis en cinq groupes et responsable de l’alimentation (Food&Beverage), des services de transport (Participant Services), de la couverture médiatique (Communication), de la mise en place des installations informatiques (Information Technology) et de la construction du lieu de conférence (Technical Operations).
Martin Blessing, Konrad Hummler et Walter Kielholz comptent parmi les anciens membres de l’ISC les plus connus.

### St. Gallen Foundation for International Studies
La Fondation de Saint-Gall pour les Études Internationales assure depuis 1975, en tant qu’organe professionnel, la continuité des équipes étudiantes qui se succèdent chaque année. La fondation, dont le directeur actuel est Philip Erzinger, emploie à cette fin une demi-douzaine de personnes. Wolfgang Schürer et Andreas Kirchschläger en étaient les précédents directeurs.
L’organe suprême de la Fondation de Saint-Gall pour les Études Internationales est son Conseil d’Administration composé de onze membres et présidé par Peter Voser. Karin Keller-Sutter en est la vice-présidente et Thomas Bieger, Peter Gomez, Bénédict G. F. Hentsch, Walter Kielholz, Nicola Leibinger-Kammüller, Christoph Loos, Ralph Schmitz-Dräger et Gerhald Schwarz les autres membres. Joseph Ackermann est président honoraire depuis 2013.

### Financement
Un élément central du financement de cette organisation à but non lucratif est le Cercle de Soutien créé en 1974. Il est aujourd’hui composé d'environ 350 entreprises qui s’engagent à soutenir financièrement le Symposium de Saint-Gall pendant trois ans. Cet engagement dans la durée a pour but d’assurer la continuité matérielle et d’empêcher une annulation de l’événement comme en 1974. Les membres du Cercle de Soutien sont, à côté de leur invitation à participer au Symposium, conviés à prendre part au Dîner du Cercle de Soutien qui a lieu la veille du début officiel du Symposium. Le Cercle de Soutien compte aussi en son sein les onze partenaires principaux – ABB, Accenture, BMW, Credit Suisse, Hewlett-Packard, Microsoft, Salt Mobile, Swiss Re, UBS, Xerox et ZF Friedrichshafen –, qui soutiennent le Symposium particulièrement dans un domaine précis.
Un grand nombre de donateurs participent aussi au financement du Symposium de Saint-Gall. Il existe également un étroit partenariat avec la Fondation Max Schmiedheiny et avec l’Université de Saint-Gall. Cette dernière met notamment à disposition l’espace où se déroule la manifestation. Le budget du Symposium en 2005 était de 6,2 millions de francs suisses dont les deux tiers ont été réunis sous forme de dons en nature.

## Distinctions
En l’an 2000, l’ISC a reçu le Prix de Lilienberg dans la catégorie Institution, qui récompense des performances entrepreneuriales particulières, qui désigne une performance entrepreneuriale spéciale.

## Manifestations similaires
D’autres manifestations similaires ont été fondées dans d’autres universités sur le modèle du Symposium de Saint-Gall. Le World Business Dialogue, par exemple, qui est hébergé par l’Université de Cologne depuis 1987 ou l’EBS Symposium à l’EBS Universität für Wirtschaft und Recht, s’inspirent en partie du Symposium de Saint-Gall.